# Noname
Noname, pseudonimo di Fatimah Nyeema Warner (Chicago, 18 settembre 1991), è una rapper, poetessa e produttrice discografica statunitense.
Fa parte del trio Ghetto Sage, assieme a Smino e Saba.

## Biografia
Noname è cresciuta nel quartiere Bronzeville di Chicago e, fino agli anni di scuola media, ha vissuto assieme ai nonni. Quando è ritornata a vivere con la madre, le due hanno iniziato a non andare d'accordo. Da piccola, Noname, ascolta musicisti blues come Buddy Guy e Howlin' Wolf, e passava molto tempo nella libreria della madre. Ha iniziato a scrivere poesie dopo aver frequentato a scuola un corso di scrittura creativa. Da adolescente, ha aderito al progetto YOUMedia, basato all'Harold Washington Library, un luogo che permetteva a giovani artisti di comunicare le loro idee. È stato qui che ha conosciuto Chance the Rapper.

## Carriera

### 2010-2015: Prime opere
La passione per la poesia ha portato Noname a competere in gare di poetry slam e open mic; si è classificata terza alla gara "Louder Than a Bomb" tenuta annualmente a Chicago. Noname ha iniziato a fare freestyle con amici, collaborando anche con Chance the Rapper, Saba, Mick Jenkins e Ramaj Eroc.
Nel 2013, ha collaborato con Chance the Rapper, nel suo secondo mixtape, Acid Rap, cantando il coro e una strofa della canzone "Lost". Nel 2016, ha preso parte anche a Coloring Book, il terzo mixtape di Chance the Rapper, cantando una strofa in "Finish Line/Drown". A dicembre del 2016, ha partecipato a Saturday Night Live assieme a Chance the Rapper.
Nel 2014, ha collaborato con Mick Jenkins, nel suo mixtape The Waters, nella canzone "Comfortable". Nel 2015, Kirk Knight ha pubblicato l'album Late Knight Special, nel quale è presente una strofa di Noname, nella canzone "Dead Friends".

### Telefone (2016-2017)
Noname ha usato lo stage name di "Noname Gypsy" una volta avvicinatasi alla musica e abbandonata la poesia, in quanto si riteneva un'artista "nomade". Dopo essere entrata a conoscenza della connotazione negativa della parola "Gypsy", ha deciso di eliminarla dal suo nome.
Noname ha pubblicato il suo primo mixtape, Telefone, il 31 luglio 2016, dopo tre anni di produzione. L'obiettivo dell'artista era di farsi conoscere attraverso canzoni caratterizzate dal fatto di essere simili a conversazioni telefoniche. Il mixtape narra infatti l'importanza che alcune conversazioni telefoniche hanno avuto nella vita di Noname. Alcune delle tematiche più frequenti sono le difficoltà delle donne afroamericane e della vita a Chicago. L'album è stato pubblicato su Bandcamp in download gratuito, e poi in formato vinile a settembre del 2017.
A ottobre del 2016, ha collaborato alla produzione alla canzone "Church/Liquor Store" di Saba. La canzone descrive la zona Ovest di Chicago, dove i negozi di alcolici sono vicino a luoghi di culto. Noname esprime la sua opinione sull'ingentilimento del quartiere e l'idea che ciò abbia portato a una diminuzione del crimine.

### Room 25 (2018-oggi)
Ad agosto del 2018, Noname ha annunciato che l'uscita del suo primo album, Room 25, sarebbe avvenuta nell'autunno dello stesso anno. La registrazione dell'album è durata circa un mese; Noname narra gli avvenimenti più importanti nella sua vita dall'uscita di Telefone (la vita a Los Angeles e una breve storia d'amore). Noname ammette che Room 25 è stato scritto perché non aveva abbastanza soldi per pagare l'affitto. L'alternativa sarebbe stata fare un altro tour di Telefone ma "non ne potevo più di quelle canzoni". L'album è stato pubblicato il 14 settembre 2018.
Il 15 maggio 2019, Noname ha annunciato il suo secondo album, Factory Baby. A novembre dello stesso anno ha annunciato di non voler più occuparsi di musica data la piccola percentuale di afroamericani che costituivano il suo pubblico.

## Influenze musicali
Noname ha citato Avril Lavigne, Nina Simone, André 3000, Kanye West e Missy Elliott come influenze musicali e stilistiche. Invece, individua nell'autrice Toni Morrison e nella poetessa Patricia Smith le sue più grandi influenze per quanto riguarda la scrittura.

## Discografia

### Album in studio
- 2018 - Room 25
- 2023 - Sundial

### Mixtape
- 2016 - Telefone

### Singoli
- 2019 - Song 31
- 2019 - Song 32

#### Singoli con i Ghetto Sage
- 2019 - Häagen Dazs

| Titolo                  | Anno | Artisti                                                   | Album                           |
| ----------------------- | ---- | --------------------------------------------------------- | ------------------------------- |
| "The Truth"             | 2013 | Mick Jenkins                                              | Trees & Truths                  |
| "Lost"                  | 2013 | Chance the Rapper                                         | Acid Rap                        |
| "Touchdown"             | 2013 | John Walt                                                 | Get Happy 2.0                   |
| "All Love"              | 2014 | C-Sick, Taylor Bennett, Nick Astro                        | La Collection                   |
| "Comfortable"           | 2014 | Mick Jenkins                                              | The Water[s]                    |
| "Future Plans Pt. III"  | 2014 | Woo Park                                                  | Smokes                          |
| "The Truth"             | 2015 | IKON, Saba, Malcolm London, Anthony Pavel                 | Private Stock                   |
| "Warm Enough"           | 2015 | Donnie Trumpet & The Social Experiement, J. Cole          | Surf                            |
| "Israel (Sparring)"     | 2015 | Chance the Rapper                                         | N.D.                            |
| "Last Dance"            | 2015 | Chance the Rapper, Lil B                                  | Free (Based Freestyles Mixtape) |
| "Dead Friends"          | 2015 | Kirk Knight, Thundercat                                   | Late Knight Special             |
| "I Had Music"           | 2016 | Mont Jake                                                 | Shadow                          |
| "Finish Line / Drown"   | 2016 | Chance the Rapper, T-Pain, Kirk Franklin, Eryn Allen Kane | Coloring Book                   |
| "Only the Beginning"    | 2016 | theMIND                                                   | Summer Camp                     |
| "VRY BLK"               | 2016 | Jamila Woods                                              | HEAVN                           |
| "Into You"              | 2016 | Jesse Boykins III                                         | Bartholomew                     |
| "Angles"                | 2016 | Mick Jenkins, Xavier Omär                                 | The Healing Component           |
| "Church / Liquor Store" | 2016 | Saba                                                      | Bucket List Project             |
| "Counterfeit"           | 2016 | Phoelix, Chelsea Reject, Saba                             | Countdown 2 Midnight            |
| "The Tragedy"           | 2016 | Jeremih, Chance the Rapper                                | Merry Christmas Lil' Mama       |
| "Amphetamine"           | 2017 | Smino                                                     | blkswn                          |
| "Kale"                  | 2017 | Joseph Chilliams, Supa Bwe                                | Henry Church                    |
| "For A Reason"          | 2018 | Tennis Shoes                                              | Breakfast                       |